# Chenaud
Chenaud è un comune francese soppresso e frazione del dipartimento della Dordogna nella regione dell'Aquitania-Limosino-Poitou-Charentes. Dal 1º gennaio 2016 si è fuso con il comune di Parcoul per formare il nuovo comune di Parcoul-Chenaud.

## Società

### Evoluzione demografica
Abitanti censiti